# Barna füleskolibri
A barna füleskolibri (Colibri delphinae) a madarak osztályának sarlósfecske-alakúak (Apodiformes)  rendjébe és a kolibrifélék (Trochilidae) családjába tartozó faj.

## Rendszerezése
A fajt René Primevère Lesson francia ornitológus írta le 1839-ben, az Ornismya nembe Ornismya delphinae  néven.

## Előfordulása
Belize, Costa Rica, Guatemala, Honduras, Nicaragua, Panama, Trinidad és Tobago, Bolívia, Brazília, Ecuador, Francia Guyana, Guyana, Kolumbia, Peru, Suriname és Venezuela területén honos. 
Természetes élőhelyei a szubtrópusi és trópusi síkvidéki és hegyi esőerdők. Magassági  vonuló.

## Megjelenése
Testhossza 12 centiméter. Tollazata főképp szürkésbarna, a "füle" kékeslila, a farka tövénél narancssárgás.
|  |  |

## Életmódja
Tápláléka nektárból, virágokból és rovarokból áll.

## Természetvédelmi helyzete
Az elterjedési területe rendkívül nagy, egyedszáma pedig stabil. A Természetvédelmi Világszövetség Vörös listáján nem fenyegetett fajként szerepel.